# Ортодиагональный четырёхугольник

Ортодиагональный четырёхугольник. Согласно описанию этих четырёхугольников, два красных квадрата на двух противоположных сторонах четырёхугольника дают в сумме ту же площадь, что и два синих квадрата на другой паре сторон.

В евклидовой геометрии ортодиагональный четырёхугольник — это четырёхугольник, в котором диагонали пересекаются под прямым углом.

## Специальные случаи
Дельтоид является ортодиагональным четырёхугольником, в котором одна диагональ является осью симметрии. Дельтоиды — это в точности ортодиагональные четырёхугольники, имеющие окружность, касающуюся всех четырёх сторон. Таким образом, дельтоиды являются описанными ортодиагональными четырёхугольниками.
Ромб — это ортодиагональный четырёхугольник с двумя парами параллельных сторон (т.е. ортодиагональный четырёхугольник и параллелограмм одновременно).
Квадрат — это частный случай ортодиагонального четырёхугольника, который является одновременно и дельтоидом, и ромбом.
Ортодиагональные равнодиагональные четырёхугольники, в которых диагонали не меньше любой стороны, имеют максимальный диаметр среди всех четырёхугольников, что решает случай n = 4 задачи наибольшего по площади многоугольника единичного диаметра. Квадрат является одним из таких четырёхугольников, но есть бесконечно много других.

## Описание

Ортодиагональный четырёхугольник. Параллелограмм Вариньона выделен красным (M_{12} M_{23} M_{34} M_{41}, где M_{xy} является серединой отрезка [B_{x}, B_{y}]).
Антимедиатрисы выделены синим (основанием антимедиатрисы, опущенной из M_{xy} является точка A_{xy}).
Середины сторон и основания антимедиатрис лежат на одной окружности. На рисунке точка O — центр этой окружности.

Для любого ортодиагонального четырёхугольника суммы квадратов противоположных сторон равны — для сторон a, b, c и d мы имеем:
{\displaystyle \displaystyle a^{2}+c^{2}=b^{2}+d^{2}.}
Это следует из теоремы Пифагора, по которой любая из этих двух сумм равна сумме четырёх квадратов расстояний от вершин четырёхугольника до точки пересечения диагоналей. 
Обратно — любой четырёхугольник, в котором a2 + c2 = b2 + d2, должен быть ортодиагональным . Это можно показать разными путями, используя теорему косинусов, вектора, доказательство от противного и комплексные числа .
Диагонали выпуклого четырёхугольника перпендикулярны тогда и только тогда, когда бимедианы имеют одинаковую длину.
Диагонали выпуклого четырёхугольника ABCD перпендикулярны также тогда и только тогда, когда
{\displaystyle \angle PAB+\angle PBA+\angle PCD+\angle PDC=\pi },
где P — точка пересечения диагоналей. Из этого равенства следует почти немедленно, что диагонали выпуклого четырёхугольника перпендикулярны также тогда и только тогда, когда  проекции пересечения диагоналей на стороны четырёхугольника являются вершинами вписанного четырёхугольника.

Ортодиагональный четырёхугольник. Нормали к сторонам треугольника (перпендикуляры из точки пересечения диагоналей на стороны четырёхугольника) выделены синим цветом, точки K, L, M, N — основания нормалей.
Прямоугольник, образованный точками пересечения нормалей с противоположными сторонами, выделен красным цветом (вершины прямоугольника — R, S, T, U.
Основания нормалей и пересечения нормалей с противолежащими сторонами лежат на одной окружности. На рисунке точка O — центр этой окружности.

Выпуклый четырёхугольник ортодиагонален тогда и только тогда, когда его параллелограмм Вариньона (вершинами которого служат середины сторон) является прямоугольником. Также выпуклый четырёхугольник ортодиагонален тогда и только тогда, когда середины его сторон и основания четырёх антимедиатрис являются восемью точками, лежащими на одной окружности, окружности восьми точек. Центр этой окружности является центроидом четырёхугольника. Четырёхугольник, образованный основаниями антимедиатрис, называется главным орточетырёхугольником.
Если нормали к сторонам выпуклого четырёхугольника ABCD через  пересечение диагоналей пересекают противоположные стороны в точках R, S, T, U, а K, L, M, N — основания нормалей, то четырёхугольник ABCD  ортодиагонален тогда и только тогда, когда восемь точек K, L, M, N, R, S, T и U лежат на одной окружности, второй окружности восьми точек. Кроме того, выпуклый четырёхугольник ортодиагонален тогда и только тогда, когда четырёхугольник RSTU является прямоугольником, стороны которого параллельны диагоналям четырёхугольника ABCD.

Ортодиагональный четырёхугольник. Нормали к сторонам треугольника выделены синим цветом, точки K, L, M, N — основания нормалей.
Медианы выделены красным. Основания медиан являются центрами описанных окружностей.

Есть несколько соотношений относительно четырёх треугольников, образованных точкой пересечения диагоналей P и вершинами выпуклого четырёхугольника ABCD. Обозначим  через m1, m2, m3, m4 медианы в треугольниках ABP, BCP, CDP, DAP из P на стороны AB, BC, CD, DA соответственно. Обозначим через  R1, R2, R3, R4 радиусы описанных окружностей, а через h1, h2, h3, h4 —  высоты этих треугольников. Тогда четырёхугольник ABCD ортодиагонален тогда и только тогда, когда выполняется любое из следующих равенств:
- {\displaystyle m_{1}^{2}+m_{3}^{2}=m_{2}^{2}+m_{4}^{2}}
- {\displaystyle R_{1}^{2}+R_{3}^{2}=R_{2}^{2}+R_{4}^{2}}
- {\displaystyle {\frac {1}{h_{1}^{2}}}+{\frac {1}{h_{3}^{2}}}={\frac {1}{h_{2}^{2}}}+{\frac {1}{h_{4}^{2}}}}

Более того, четырёхугольник ABCD  с точкой пересечения диагоналей P ортодиагонален тогда и только тогда, когда центры описанных вокруг треугольников ABP, BCP, CDP и DAP окружностей являются серединами сторон четырёхугольника.

### Сравнение с описанным четырёхугольником
Некоторые числовые характеристики описанных четырёхугольников и ортодиагональных четырёхугольников очень похожи, что видно в следующей таблице. Здесь длины сторон четырёхугольника равны a, b, c, d, радиусы описанных окружностей вокруг треугольников равны R1, R2, R3, R4, а высоты равны h1, h2, h3, h4 (как на рисунке).
| Описанный четырёхугольник                                                                   | Ортодиагональный четырёхугольник                                                                            |
| ------------------------------------------------------------------------------------------- | --- |
| {\displaystyle a+c=b+d}                                                                     | {\displaystyle a^{2}+c^{2}=b^{2}+d^{2}}                                                                     |
| {\displaystyle R_{1}+R_{3}=R_{2}+R_{4}}                                                     | {\displaystyle R_{1}^{2}+R_{3}^{2}=R_{2}^{2}+R_{4}^{2}}                                                     |
| {\displaystyle {\frac {1}{h_{1}}}+{\frac {1}{h_{3}}}={\frac {1}{h_{2}}}+{\frac {1}{h_{4}}}} | {\displaystyle {\frac {1}{h_{1}^{2}}}+{\frac {1}{h_{3}^{2}}}={\frac {1}{h_{2}^{2}}}+{\frac {1}{h_{4}^{2}}}} |

## Площадь
Площадь K ортодиагонального четырёхугольника равна половине произведения длин диагоналей p и q:
{\displaystyle K={\frac {p\cdot q}{2}}.}
Обратно — любой выпуклый четырёхугольник, площадь которого равна половине произведения диагоналей, ортодиагонален. Ортодиагональный четырёхугольник имеет наибольшую площадь среди всех выпуклых четырёхугольников с данными диагоналями.

## Другие свойства
- Только для ортодиагональных четырёхугольников площадь не определяется однозначно сторонами и углом между диагоналями[8].  Например, если из двух ромбов со сторонами a (как у всех ромбов, у них диагонали перпендикулярны) один имеет меньший острый угол, то площади будут различными.
- Если на сторонах любого четырёхугольника (выпуклого, вогнутого или самопересекающегося) нарисовать квадраты, то их центры будут вершинами ортодиагонального четырёхугольника (к тому же и равнодиагонального). Это утверждение носит название теоремы Ван-Обеля.

## Свойства ортодиагонального вписанного четырёхугольника

### Радиус описанной окружности и площадь
Пусть во вписанном в окружность ортодиагональном четырёхугольнике точка пересечения диагоналей делит одну из диагоналей на отрезки длиной p1 и p2, а другую — на отрезки длиной q1 и q2. Тогда  (первое равенство в Утверждении 11 в книге Архимеда «Леммы»)
{\displaystyle D^{2}=p_{1}^{2}+p_{2}^{2}+q_{1}^{2}+q_{2}^{2}=a^{2}+c^{2}=b^{2}+d^{2}},
где D — диаметр описанной окружности.  Это выполняется для любых двух перпендикулярных хорд окружности. Из этой формулы вытекает выражение для радиуса описанной окружности
{\displaystyle R={\tfrac {1}{2}}{\sqrt {p_{1}^{2}+p_{2}^{2}+q_{1}^{2}+q_{2}^{2}}}}
или, в терминах сторон четырёхугольника, 
{\displaystyle R={\tfrac {1}{2}}{\sqrt {a^{2}+c^{2}}}={\tfrac {1}{2}}{\sqrt {b^{2}+d^{2}}}.}
Отсюда также следует, что 
{\displaystyle a^{2}+b^{2}+c^{2}+d^{2}=8R^{2}.}
Тогда, согласно формуле Эйлера, радиус описанной окружности может быть выражен в терминах диагоналей p и q и расстоянию x между серединами диагоналей
{\displaystyle R={\sqrt {\frac {p^{2}+q^{2}+4x^{2}}{8}}}.}
Формула для площади S вписанного ортодиагонального четырёхугольника в терминах четырёх сторон получается непосредственно, если скомбинировать теорему Птолемея и формулу площади ортодиагонального четырёхугольника. 
{\displaystyle S={\tfrac {1}{2}}(ac+bd).}

### Другие свойства
- Во вписанном ортодиагональном четырёхугольнике антицентр совпадает с точкой пересечения диагоналей[2].
- Теорема Брахмагупты утверждает, что для любого вписанного ортодиагонального четырёхугольника перпендикуляр к стороне, проходящий через точку пересечения диагоналей, делит пополам противоположную сторону[2].
- Если ортодиагональный четырёхугольник является вписанным, расстояние от центра описанной окружности до любой стороны равно половине длины противоположной стороны[2].
- Во вписанном ортодиагональном четырёхугольнике расстояние между серединами диагоналей равно расстоянию между центром описанной окружности и точкой пересечения диагоналей[2].
- Ортодиагональный четырёхугольник, являющийся также  равнодиагональным, является среднеквадратным четырёхугольником, поскольку его параллелограмм Вариньона является квадратом. Его площадь может быть выражена чисто в терминах сторон.

## Прямоугольники вписанные в ортодиагональный четырехугольник

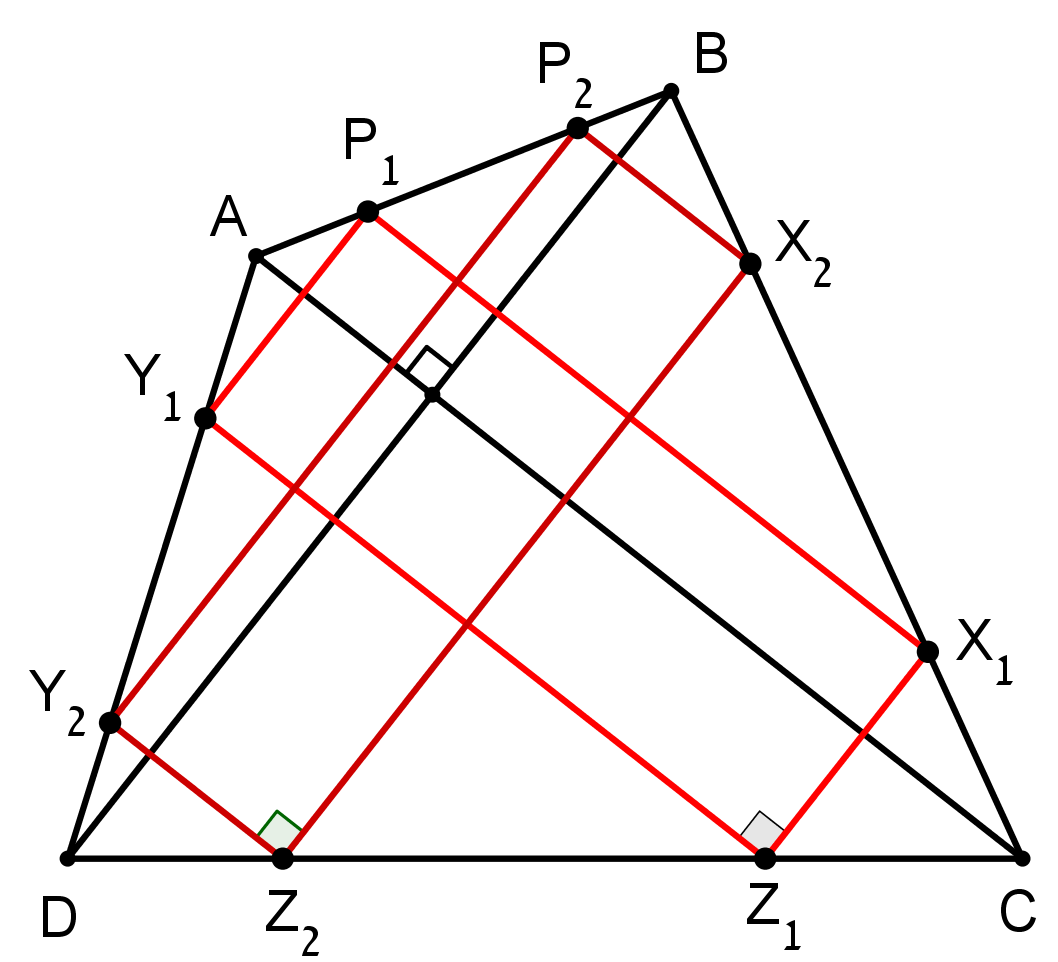
- ортодиагональный четырехугольник, и прямоугольники, вписанные в, и стороны которых параллельны диагоналям четырехугольник.

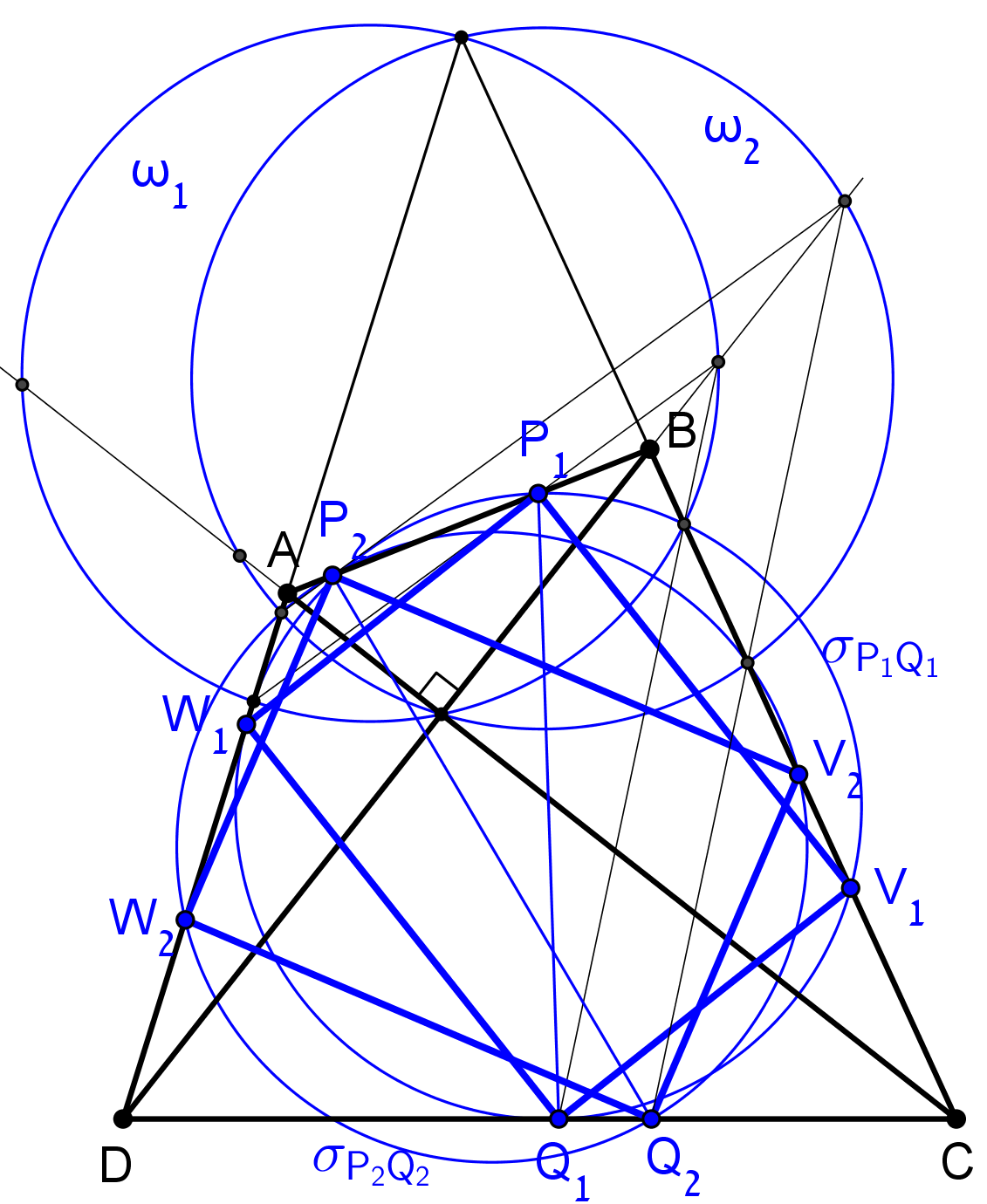
- ортодиагональный четырехугольник. и точки Паскаля, формируемые с помощью окружности, – окружность точек Паскаля, определяющая остальные вершины прямоугольника вписанного в. и точки Паскаля, формируемые с помощью окружности, – окружность точек Паскаля, определяющая остальные вершины прямоугольника вписанного в.

В любой ортодиагональный четырехугольник можно вписать бесконечно много прямоугольников, относящихся к следующим двум множествам:
(i) прямоугольники, чьи стороны параллельны диагоналям ортодиагонального четырехугольника
(ii) прямоугольники, определяемые окружностями точек Паскаля.